# Coop Norrbotten Arena
65°35′52″N 22°08′55″Ø / 65.59778°N 22.14861°Ø
Coop Norrbotten Arena er en idrætsarena og multifunktionshal beliggende i Luleå, Norrbottens län i Sverige. Arenaen hed tidligere Delfinen, men efter en omfattende ombygning og et navnesponsorat fra Konsum Norrbotten som er en del af den skandinaviske Coop-koncern, fik arenaen nyt navn i 2002. Arenaens tilskuerkapacitet varierer alt efter event – ved ishockeykampe er der plads til 5600 tilskuere. Tilskuerrekorden blev sat ved en basketkamp i 2000 og lyder på 7250 tilskuere.
Arenaen indeholder tillige en B-hal med plads til 500 tilskuere og en C-hal uden tilskuerkapacitet.
Arenaen er hjemmebane for:
- Luleå HF (ishockey)
- Plannja Basket